# Тростянець-Подільський
Тростянець-Подільський — закрита залізнична станція Шевченківської дирекції Одеської залізниці.
Розташована у районному центрі смт Тростянець Вінницької області.
Є кінцевою гілки від станції Демківка (14 км).

## Історія
Станцію було відкрито 9 (21) лютого 1889 року, при відкритті руху на залізниці Вапнярка — Тростянець. У 2024 році закрита.
Станція обслуговувала лише вантажні перевезення. Обслуговувала елеватор та нафтобазу.